# Cour suprême des Fidji
La Cour suprême des Fidji est l'une des trois cours établies par le chapitre 9 de l'ancienne constitution fidjienne de 1997, avec le Tribunal de grande instance des Fidji (en) et la Cour d'appel des Fidji (en). La Cour suprême est la cour d'appel finale de l'État. En d'autres termes, il n'y a pas d'autorité judiciaire plus haute que la Cour suprême.